# Italiens regioner
Italiens regioner er det første subnationale forvaltningsniveau i Italien; de øvrige er provinserne og kommunerne. Landet er inddelt i 20 regioner, hvoraf fem har en særlig status, der giver dem større autonomi. Regionerne fik som helhed større ret til selvbestemmelse som følge af en grundlovsreform i 2001. Det har af partiet Lega Nord været foreslået at gøre regionerne endnu mere selvstændige, men dette forslag faldt ved en folkeafstemning i 2006.
Hver region ledes af et folkevalgt regionsråd (consiglio regionale), hvoraf regionens regering (giunta regionale) dannes. Den politiske og administrative leder af regionen benævnes præsident (presidente della regione). Regionsrådet har lovgivende magt. Indtil 2001 var denne magt begrænset til områder, som staten eksplicit havde udpeget som regionernes kompetenceområde, men efter reformen blev dette ændret. Regionerne kan nu vedtage love på alle område, der ikke eksplicit nævnes i grundloven som forbeholdt staten.
Fem af de 20 regioner har særstatus (statuto speciale), hvilket giver dem yderligere autonomi sammenlignet med de 15 øvrige. Disse fem er Aostadalen, Friuli-Venezia Giulia, Sardinien, Sicilien og Trentino-Alto Adige. De fem regioners særlige status betyder, at de har større kompetencer indenfor lovgivning og forvaltning, ligesom de har større økonomisk selvstændighed end de øvrige.
De 20 regioner er opdelt i 106 provinser, og disse er igen opdelt i 7.896 kommuner (2024). Dertil kommer distrikter, som omfatter flere kommuner.

## Historie
De autonome regioner Aostadalen, Sardinien, Sicilien og Trentino-Alto Adige blev oprettet i 1948, mens Friuli-Venezia Giulia kom til i 1963. Regionerne fik særlig status af sproglige grunde og/eller for at imødekomme selvstyre- og separatistbevægelserne i områderne. De resterende 15 regioner blev oprettet i 1970'erne.

## Liste over regionerne
Tabellen er baseret på tal fra Istituto Nazionale di Statistica fra 2006.
| Våben                      | Regionens navn        | Hovedstad  | Areal   | Indbyggertal | Befolkningstæthed | Antal provinser | Autonom region | Sproglige minoriteter             |
| -------------------------- | --------------------- | ---------- | ------- | ------------ | ----------------- | --------------- | -------------- | --------------------------------- |
| Abruzzos våben             | Abruzzo               | L'Aquila   | 10.793  | 1.305.000    | 121               | 4               |                |                                   |
| Aostadalens våben          | Valle d'Aosta         | Aosta      | 3.266   | 124.000      | 38                | 0               | X              | 20 % frankoprovençalsk 2 % fransk |
|                            | Basilicata            | Potenza    | 9.992   | 594.000      | 60                | 2               |                |                                   |
| Calabrias våben            | Calabrien             | Catanzaro  | 15.083  | 2.004.000    | 133               | 5               |                |                                   |
|                            | Campania              | Napoli     | 13.592  | 5.791.000    | 426               | 5               |                |                                   |
|                            | Emilia-Romagna        | Bologna    | 22.122  | 4.188.000    | 189               | 9               |                |                                   |
|                            | Friuli-Venezia Giulia | Trieste    | 7.712   | 1.208.000    | 157               | 4               | X              | 50 % friulisk 8 % slovensk        |
| Lazios våben               | Lazio                 | Roma       | 17.210  | 5.305.000    | 308               | 5               |                |                                   |
|                            | Liguria               | Genova     | 5.421   | 1.610.000    | 297               | 4               |                |                                   |
| Lombardiets våben          | Lombardiet            | Milano     | 23.861  | 9.475.000    | 397               | 11              |                |                                   |
|                            | Marche                | Ancona     | 9.695   | 1.529.000    | 158               | 4               |                |                                   |
| Molises våben              | Molise                | Campobasso | 4.438   | 321.000      | 72                | 2               |                |                                   |
| Piemontes våben            | Piemonte              | Torino     | 25.398  | 4.342.000    | 171               | 8               |                | 2 % oksitansk                     |
|                            | Puglia                | Bari       | 19.364  | 4.072.000    | 210               | 5               |                |                                   |
| Sardiniens våben           | Sardinien             | Cagliari   | 24.090  | 1.656.000    | 69                | 8               | X              | 80 % sardisk 1 % catalansk        |
| Siciliens våben            | Sicilien              | Palermo    | 25.701  | 5.017.000    | 195               | 9               | X              | 1 % albansk                       |
| Toscanas våben             | Toscana               | Firenze    | 22.990  | 3.620.000    | 158               | 10              |                |                                   |
| Trentino-Alto Adiges våben | Trentino-Alto Adige   | Trento     | 13.599  | 985.000      | 72                | 2               | X              | 36 % tysk, 2 % ladinsk            |
| Umbrias våben              | Umbria                | Perugia    | 8.454   | 868.000      | 103               | 2               |                |                                   |
|                            | Veneto                | Venezia    | 18.390  | 4.738.000    | 258               | 7               |                |                                   |
| Italias våben              | Italien               | Rom        | 301.171 | 58.752.000   | 195               | 106             |                | 2 % sardisk, 1 % friulisk         |